# カメイホールディングス
株式会社カメイホールディングスは、熊本県熊本市西区に本社を置く日本の企業。

## 概要
創業は、1869年（明治2年）、乾物問屋「かめや」としてスタート。近代化の嵐の中、戦中戦後の混乱を生き残り、激動の昭和から平成にかけて事業を継続し、2009年（平成21年）には140周年を迎える老舗である。
現在は食品卸のほか、運輸、ソフト開発、人材派遣、地産地消の商品開発等の事業を多角的に展開している。
2007年（平成19年）8月1日付けで、「株式会社カメイホールディングス」となった。
2011年現在、亀井通産株式会社、株式会社カメイビジネスサポート、フクワ物流株式会社、九州地産地消株式会社の4社を傘下に有している。

## 沿革
- 1869年（明治2年） - 亀井覚平（初代）が主に乾物を扱う食品卸として「かめや」を創業。
- 1949年（昭和24年） - 亀井覚八郎（三代目）が、資本金50万円で株式会社亀井商店を設立。
- 1957年（昭和32年） - 亀井英夫（四代目）が社長に就任、近代的経営を目指し、事業を発展・拡大。
- 1963年（昭和38年）3月15日 - 食品包装加工部門が独立し、イケダ食品株式会社設立。亀井英夫が同社社長に就いた[1]。
- 1965年（昭和40年） - 社名を「亀井通産株式会社」に変更し、現在地に本社を新築移転。
- 1969年（昭和44年） - マルホ鯨株式会社の営業部門と合併、資本金2500万円に増資。
- 1972年（昭和47年） - 福和運送株式会社を設立し、配送部門独立。
- 1975年（昭和50年） - アイホー食品株式会社を本社敷地内に設立。
- 1983年（昭和58年） - 幸和サービス株式会社設立。
- 1987年（昭和62年） - 亀井創太郎（五代目）が社長に就任。
- 1990年（平成2年） - 株式会社ホーリーシェフを設立し、外食事業へ進出。
- 1992年（平成4年） - ビアホール「五山」をオープン。
- 2000年（平成12年） - ジュリークイムズ店（福岡市）をオープン。
- 2001年（平成13年） - 株式会社ホーリーシェフを解散させ、五山をリニューアルオープン。
- 2003年（平成15年） - アイホー食品株式会社から株式会社ベネフーズへ社名変更。
- 2007年（平成19年）8月1日 - 持株会社制導入。社名を「株式会社カメイホールディングス」に変更。食品卸売事業を分社化し、「亀井通産株式会社」を設立。
- 2008年（平成20年）12月16日 - 九州地産地消株式会社設立。
- 2010年（平成22年）10月 - 幸和サービス株式会社を株式会社カメイビジネスサポートに社名変更
- 2011年（平成23年）3月 - ベネフーズをイケダ食品に譲渡[2]

## 主な対外活動・地域貢献
- 1999年（平成11年） - 創業130周年記念事業として『熊本の石橋』を刊行。
- 2003年（平成15年） - 坪井川武蔵ダックレース開催。
- 2004年（平成16年） - 九州新幹線新八代－鹿児島中央間開業に伴い、「肥後の赤・薩摩の黒」キャンペーン開始。
- 2005年（平成17年） - 太平燕、オリジナルネクタイなど「よかもんブランド」商品開発。
- 2007年（平成19年） - 美容健康商品輸入促進により、オーストラリア政府から表彰。
- 2008年（平成20年） - 熊本城ひと口城主に全社員が登録

## 傘下グループ企業

### 亀井通産株式会社
全国大手および地場メーカーの市販加工食品、市販冷凍食品、チルド日配品、水産品、外食・業務用・デリカ食材・介護食、プライベートブランド商品などを取り扱う総合食品卸売業。
「村から町から地域のお客様とともに」をテーマに、地域のスーパーマーケット、百貨店、ディスカウントストア、惣菜店、レストラン、介護施設、学校給食など幅広いお得意先様を有する。本社は熊本市田崎町、熊本県上益城郡に南九州本部、福岡県久留米市に北部九州本部を構える。大型の自社物流センターを備え、365日24時間、全温度帯対応も可能な体制を構築している。プライベート商品や地産地消商品の開発にも注力中。さらに、九州の地場企業とともに「九州いのちの会」を設立し、九州の豊かな食の発信に努めている。

### 株式会社カメイビジネスサポート
カメイホールディングスのグループ各企業の事務処理、電算処理を受託している。さらには、業務の効率化、低コスト化を目指した幅広いシステム提案と構築を行い、同時に各企業のサポートセンターとして、ハード・ソフトのメンテナンスを担っている。

### フクワ物流株式会社
全九州を中心にネットワークを広げ、一般輸送、物流管理、商品配送から引越しまでを行う。充実した物流センターをもち、低コスト化のための共同配送および、確かな温度管理による冷凍・冷蔵等の輸送にも対応できる。

### 九州地産地消株式会社
熊本を中心に、九州各地の名産品を発掘・開発し、九州の食を全国に情報発信している。九州の特産品を集めた通販サイト 「九州食Marche（マルシェ）」の管理・運営を行っている。食以外にも、熊本の特産品をモチーフにした「くまもとよかもんネクタイ」の開発・販売も手がけている。